# Antoine Dumas (abbé)
Pour les articles homonymes, voir Antoine Dumas.
L’abbé Antoine Dumas (1909-1969) est un homme d’Église français, prêtre entre 1941 et 1969 dans le village de Saint-Just, sur la commune de Doizieux. Il est connu pour avoir hébergé durant la Seconde Guerre mondiale plusieurs personnes recherchées par le régime nazi.
Il a hébergé 32 enfants juifs, grâce au soutien ou la discrétion de la population locale durant la Seconde Guerre mondiale. Certains sont restés jusqu’à trois années chez lui (Georges, Bernard et Clément Biderman) ; d’autres ont été placés chez des familles de fermiers voisines. Il a également fait transiter 246 proscrits.

## Hommages

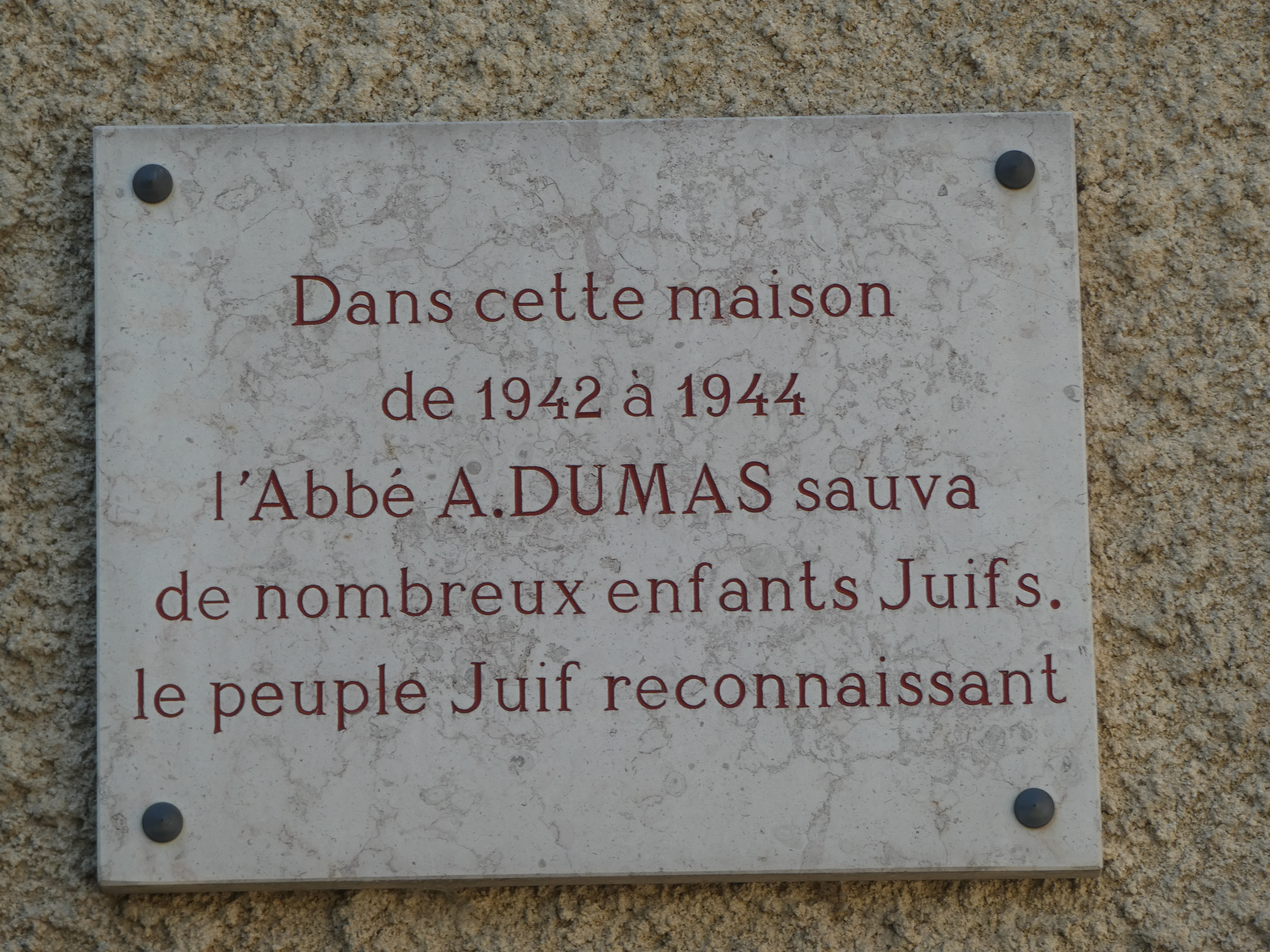
Plaque dans la rue du Père-Dumas à Saint-Just.

Il reçoit à titre posthume la médaille de Juste parmi les nations le 5 février 1992.
Une plaque a été apposée en 1992 sur le mur de l’ancien presbytère, pour lui rendre hommage ainsi qu’à la population solidaire. Son nom est également inscrit dans le jardin des Justes à Yad Vashem.